# Atlapetes melanopsis
Atlapetes melanopsis là một loài chim trong họ Emberizidae.